# Ливен, Максим Вильгельмович
Максим Вильгельмович (Вилимович, Виллимович) фон Ливен (нем. Magnus Reinhold von Lieven; 5 января 1751 года — 17 июня 1828 года) — генерал-майор Русской императорской армии, участник русско-турецкой войны 1787—1791 годов, кавалер ордена Святого Георгия IV степени.

## Биография
Из известного остзейского дворянского рода Ливенов. Сын полковника Готтхарда Вильгельма (Gotthard Wilhelm; 1707 — 3 июля 1783)  и его жены — с 4 января 1747 года — Магдалены Луизы (урождённой фон Бруккендаль; Magdalena Louise v. Bruckendahl; † 10 апреля 1801).
На действительную военную службу поступил в 1767 году. Карьерный офицер Каргопольского карабинерного полка.
30 сентября 1790 года в чине ротмистра с отличием командовал своим эскадроном в сражении корпуса генерал-поручика Германа против Батал-паши при Каменном броде на реке Кубань. В отчёте генерала Германа по представлению командира правой кавалерийской колонны полковника Буткевича упомянут в числе отличившихся офицеров Каргопольского карабинерного полка:
Каргапольского — ротмистра Ливена…
26 ноября 1792 года в чине секунд-майора награждён орденом св. Георгия IV степени за 25 лет беспорочной полевой выслуги в офицерских чинах.
На 1796 год — секунд-майор Каргопольского карабинерного полка.
При императоре Павле Петровиче сделал стремительную карьеру: 31 марта 1798 года в чине майора назначен командиром драгунского генерал-майора Гудовича 6-го полка при шефе — генерале Гудовиче. С 29 марта 1799 года — подполковник, с 17 марта 1800 года — полковник, а с 21 июля 1800 года — генерал-майор, с переводом на другую должность.
Скончался 17 июня 1828 года.

## Комментарии
1. ↑  Возможно, именно он командовал Казанским драгунским полком в 1738—1756 гг.
2. ↑  Что видно из награждения орденом св. Георгия за 25 лет беспорочной службы в 1792 году, как и дата рождения. В списке воинскому департаменту 1761 год набран, скорее всего, ошибочно — возможно, отражает традицию «записывать» детей в военную службу.